# میمند (حاجی‌آباد)
میمند (حاجی‌آباد)، روستایی از توابع بخش فارغان شهرستان حاجی‌آباد در استان هرمزگان ایران است.

## جمعیت
این روستا در دهستان فارغان در75 کیلومتری جنوب شرقی حاجی آباد در دامنه شمالی مرتفع‌ترین کوه هرمزگان قرار دارد و از روستاهای بسیار کهن ایران است. براساس سرشماری مرکز آمار ایران در سال ۱۳۸۵، جمعیت آن ۳۷۱ نفر (۱۰۸خانوار) بوده‌است.